# Гбенга Олоукун
Гбенга Олоукун (англ. Gbenga Oloukun; 14 червня 1983, Ойо) — нігерійський професійний боксер.

## Аматорська кар'єра
2003 року завоював золоту медаль на Африканських іграх, здолавши у фіналі Мухаммеда Алі (Єгипет).
На Олімпійських іграх 2004 програв у першому бою Роберто Каммарелле (Італія).

## Професіональна кар'єра
2005 року у Німеччині дебютував на професійному рингу і впродовж 2005—2008 років не знав поразок, здобувши 16 перемог.
25 квітня 2009 року зустрівся в бою з іншим непереможним боксером Мануелем Чарром (Сирія) і зазнав першої поразки нокаутом в сьомому раунді.
В наступному бою переміг одностайним рішенням колишнього чемпіона світу Леймона Брюстера (США), але надалі зазнавав переважно поразок, у тому числі від претендентів на титул чемпіона світу Кубрата Пулєва (Болгарія), Роберта Геленіуса (Фінляндія), Карлоса Такама (Камерун), В’ячеслава Глазкова (Україна) і Маріуша Ваха (Польща).